# Бомбардировка Пескары
Бомбардировка Пескары — налёт авиации союзников на Пескару в Италии во время Второй мировой войны с целью уничтожения железнодорожной станции. Город подвергся бомбардировкам 31 августа, 14, 17 и 20 сентября 1943 года. Погибло 3000 человек (по другим данным около 6000 погибших). Пострадало 80 % строений. Серьёзный ущерб был нанесён 1335 зданиям, лёгкий — 2150, 1265 зданий было разрушено до основания. Районы на севере от реки, в то время окружавшие железнодорожную станцию и железнодорожную линию и порт, были стёрты с лица земли. Бомбардировки спровоцировали массовое бегство гражданского населения в другие регионы Абруццо. Самыми тяжёлыми были атаки 17 и 20 сентября, после которых город фактически обезлюдел. Многие беженцы укрылись в Кьети, объявившим себя открытым городом, и в лагере близ Пьянеллы.

## Исторический контекст
Войска союзников находились на побережье Адриатического моря близ Термоли. Командование рассчитывало до 25 декабря вступить в Пескару, чтобы получить контроль над дорогой Вия Тибуртина Валерия, ведущей в Рим с севера. Но между Термоли и Пескарой проходила линия Густава, внушительная оборонительная система нацистов под непосредственным командованием генерала Альберта Кессельринга.
Приказ о бомбардировке железнодорожной станции в Пескаре был отдан генералом Бернардом Лоу Монтгомери, который пытался таким образом нанести решающий урон по линии снабжения нацистской армии. Несмотря на ужасающие последствия бомбардировки и активные действия партизанской бригады Маджелла, военный потенциал линии Густава не уменьшился. Только в июне 1944 года после длительных боёв союзники смогли прорвать оборону нацистов.

## Бомбардировки города
В 13:20 по местному времени, когда городской пляж был переполнен отдыхавшими людьми, бомбардировщики B-24 из 376-й эскадры ВВС США приблизились к Пескаре со стороны моря и сбросили бомбы на центр города. Последствия авиаудара были разрушительными. Район между улицами Флоренции и Николы Фабрици был полностью уничтожен, разрушено здание ратуши (мэрия вынужденно переехала в военный гарнизон). Пострадали здания в районах, прилегавших к станции, сама же железнодорожная станция оказалась нетронутой. Погибли и были ранены около 1600—1900 человек (первые жертвы среди гражданского населения).
14 сентября состоялся второй авианалёт. Группа из 37 тяжелых бомбардировщиков 376-й и 98-й эскадр ВВС США сбросили на город 341 фугасную бомбу, полностью уничтожив склады и грузовые терминалы. Это была настоящая бойня, потому что бомбы были сброшены на станцию, переполненную бежавшими из Пескары людьми. Погибли от 600 до 2000 человек. Бомбардировки полностью уничтожили станцию, железнодорожную линию и районы на севере города, особенно пострадал район между улицами Флоренции и Корсо Витторио Эмануэле.
Последующие атаки касались исключительно районов на севере города. Жертв среди гражданского населения уже почти не было, потому что жители покинули город, чья северная часть была стёрта с лица земли. Пескара стал городом-призраком. Нацистское командование издало приказ об эвакуации мирного населения и установило комендантский час днём и ночью.
В память о страданиях и мужестве жителей Пескары во время бомбардировок 1943 года, 8 февраля 2001 года президент Италии Карло Чампи наградил город Золотой медалью за гражданские заслуги.